# Синг, Джон Миллингтон
Джон Миллингтон Синг (англ. John Millington Synge; 16 апреля 1871[…], Ратфарнем, Великобритания — 24 марта 1909[…], Дублин, Великобритания) — ирландский драматург, один из крупнейших деятелей национального возрождения Ирландии. Писал на английском языке.

## Биография и творчество

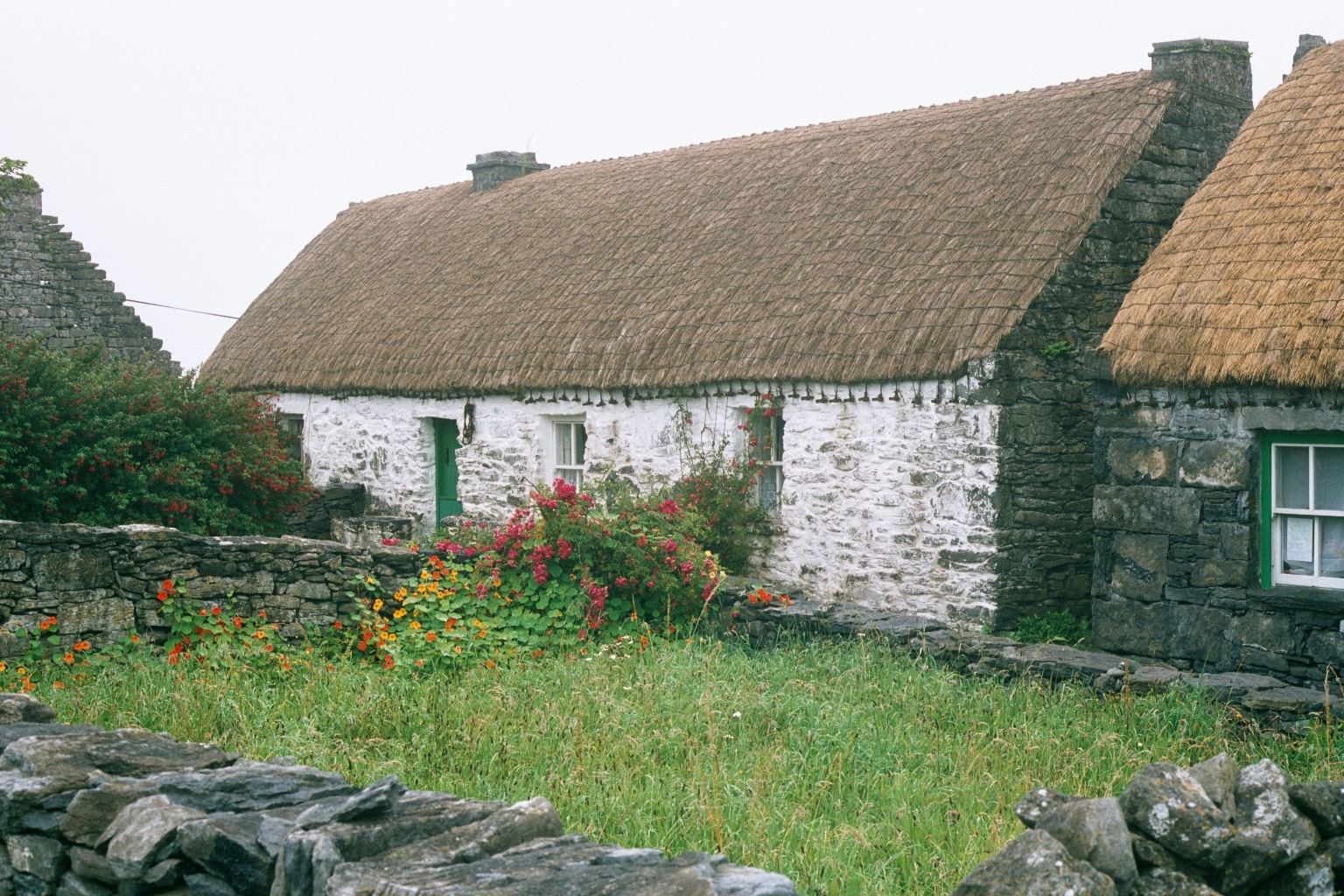
Дом Синга на о. Инишман, одном из Аранских островов, ныне музей

Родился 16 апреля 1871 года в семье богатых землевладельцев, дед со стороны матери, Роберт Трейл, был видной фигурой Ирландской англиканской церкви, общественным деятелем. Отец — адвокат, умер от оспы в 1872 году, так что Джон воспитывался матерью в фамильном имении. Учился в частных школах, затем — в Королевской музыкальной академии Ирландии (фортепиано, скрипка, флейта, композиция и контрапункт), готовился стать музыкантом. В 1888—1892 годах учился в дублинском колледже Святой Троицы, изучал ирландский и иврит, выступал в концертах с оркестром академии. Параллельно увлекался орнитологией, стал членом дублинского Клуба натуралистов. Интересовался ирландскими древностями.
Дебютировал в 1892 году стихами в журнале дублинского колледжа. Под влиянием идей Дарвина пережил духовный кризис отошёл от протестантизма, в рамках которого был воспитан (простонародные герои его пьес — наполовину католики, наполовину язычники). Учился в Германии (Кобленц, Вюрцбург) и Франции (Париж). Слушал в Сорбонне лекции Анри д’Арбуа де Жюбенвиля о кельтских древностях. В 1896 году познакомился с Йейтсом, который убедил его вернуться в Ирландию и принять деятельное участие в возрождении ирландской культуры.
В 1903 году Синг приехал в Лондон, дебютировал как драматург пьесой В сумраке долины. Вместе с Йейтсом стал одним из основателей и директоров Театра Аббатства в Дублине (1904), здесь была поставлена его драма Святой источник (1905). Наибольшую известность, а впоследствии и мировую славу получила пьеса Синга Удалой молодец — гордость Запада (1907), также поставленная в Театре Аббатства. Среди зрителей были Шон О’Кейси и Сэмюэл Беккет, впоследствии многим обязанные Сингу в собственном творчестве; пьесу знал и ценил Кафка.
Синг умер от лимфогранулематоза в возрасте 37 лет. Пьеса по мотивам ирландских саг «Дейрдре, дочь печалей» была поставлена уже после смерти автора в 1910 году.